# Pazurozębiełek cejloński
Pazurozębiełek cejloński (Solisorex pearsoni) – gatunek ssaka z rodziny ryjówkowatych (Soricidae). 

## Systematyka
Takson po raz pierwszy opisany przez O. Thomasa w 1924 roku pod nazwą Solisorex pearsoni. Jako miejsce typowe autor wskazał Hakgalę, w pobliżu Nuwara Elija, w Prowincji Środkowej w Sri Lance. Jedyny przedstawiciel rodzaju Solisorex opisanego również przez O. Thomasa w 1924 roku.

## Występowanie i biotop
Jest gatunkiem endemicznym dla Sri Lanki. Występuje w subtropikalnych lub tropikalnych lasach deszczowych na wys. 1100–1850 m n.p.m.

## Charakterystyka ogólna
Mały ssak o dł. ciała 125-134 mm i ogona 59-66 mm. Miękkie futro jest koloru szaro-brązowego, spód ciała jest nieco jaśniejszy. Głowa o długim pysku. Uszy są małe i ledwo widoczne. Uzębienie o słabo rozwiniętych przednich siekaczach. Stopy są brązowe i wyposażone w długie pazury. Tryb życia, zachowanie godowe i rozród są nieznane.

## Zagrożenie i ochrona
W Czerwonej księdze gatunków zagrożonych Międzynarodowej Unii Ochrony Przyrody i Jej Zasobów został zaliczony do kategorii zagrożony EN. Głównym zagrożeniem dla tych ssaków jest utrata siedlisk na skutek działalności człowieka.